# Club Atlètic La Cabra
El Club Atlètic La Cabra és un club de futbol català i de futbol aficionat situat a Granollers de la Plana i creat a finals dels anys 60 i que actualment juga a la Lliga d'Aficionats d'Osona 2023-24.

## Història
El Club L'Atlètic La Cabra és el club de futbol de la parròquia de Granollers de la Plana. El camp està situat al peu de la carretera de Vic a Manlleu al punt quilomètric 2.9. L'Atlètic La Cabra va ser creat als finals dels anys 60 per Enric Oriol, el qual va dedicar bona part de la seva vida esportiva a La Cabra com a fundador, directiu i entrenador. Durant els anys 60, l'equip va jugar a algunes competicions organitzades pels cafès de Vic i als principis dels anys 70, l'equip va guanyar molta importància degut a que va guanyar molts campionats d'aficionats. Tot i haver-se creat als finals dels anys 60, l'equip no va jugar partits federats fins a l'any 1976, on va començar a jugar els partits federats a l'estadi de La Cabra, situat a la rotonda de la carretera de Vic a Manlleu. L'estadi va ser remodelat i completat amb vestuaris i altres dependències l'any 1994.
L'equip va arribar a la Segona Territorial als finals dels anys 90, i després va caure a la Tercera territorial a la dècada dels 2000. L'any 2013 és va fer una decisió molt important de no participar més a les comepticions de la FCF i participar només a la Lliga d'Aficionats d'Osona degut a la situació econòmica del club.

## Temporades
Aquests són els resultats de l'Atlètic La Cabra per cada temporada.
| Temporada | Divisió             | Posició    | Pts    | Copa d'Aficionats d'Osona   |
| --------- | ------------------- | ---------- | ------ | --------------------------- |
| 2023-24   | Lliga d'Af. d'Osona | 5è         | 30 PTS | Fase de Grups: 3r amb 3 PTS |
| 2022-23   | Lliga d'Af. d'Osona | 6è         | 29 PTS | Fase de Grups: 3r amb 6 PTS |
| 2021-22   | Lliga d'Af. d'Osona | ?          | ?      | ?                           |
| 2020-21   | Lliga d'Af. d'Osona | Cancel·lat | -      | -                           |
| 2019-20   | Lliga d'Af. d'Osona | No Campió  | ?      | ?                           |
| 2018-19   | Lliga d'Af. d'Osona | No Campió  | ?      | ?                           |
| 2017-18   | Lliga d'Af. d'Osona | 8è         | ?      | ?                           |
| 2016-17   | Lliga d'Af. d'Osona | 5è         | 59 PTS | Fase de Grups: 3r amb 0 PTS |
| 2015-16   | Lliga d'Af. d'Osona | 8è         | 46 PTS | 4t Lloc                     |
| 2014-15   | Lliga d'Af. d'Osona | ?          | ?      | Subcampió                   |
| 2013-14   | Lliga d'Af. d'Osona | 1r         | ?      | Campió                      |
| 2012-13   | 4a Catalana         | 15è        | 24 PTS |                             |
| 2011-12   | 4a Catalana         | 15è        | 24 PTS |                             |
| 2010-11   | 3a Territorial      | 17è        | 20 PTS |                             |
| 2009-10   | 3a Territorial      | 12è        | 30 PTS |                             |
| 2008-09   | 3a Territorial      | 17è        | 15 PTS |                             |
| 2007-08   | 3a Territorial      | 17è        | 25 PTS |                             |
| 2006-07   | 3a Territorial      | 15è        | 20 PTS |                             |
| 2005-06   | 3a Territorial      | 15è        | 19 PTS |                             |
| 2004-05   | 3a Territorial      | 13è        | 26 PTS |                             |
| 2003-04   | 3a Territorial      | 8è         | 42 PTS |                             |
| 2002-03   | 3a Territorial      | 4t         | 52 PTS |                             |
| 2001-02   | 3a Territorial      | 3r         | 52 PTS |                             |
| 2000-01   | 3a Territorial      | 10è        | 32 PTS |                             |
| 1999-00   | 3a Territorial      | ?          | ?      |                             |
| 1998-99   | 2a Territorial      | 16è        | 29 PTS |                             |
| 1997-98   | 2a Territorial      | 12è        | 44 PTS |                             |
| 1996-97   | 2a Territorial      | 8è         | 46 PTS |                             |
| 1995-96   | 3a Territorial      | 2n         | ?      |                             |
| 1994-95   | 3a Territorial      | 3r         | ?      |                             |
| 1993-94   | 3a Territorial      | 5è         | ?      |                             |
| 1992-93   | 3a Territorial      | 7è         | ?      |                             |
| 1991-92   | 3a Territorial      | 4t         | ?      |                             |
| 1990-91   | 3a Regional         | 7è         | ?      |                             |
| 1989-90   | 3a Regional         | 3r         | ?      |                             |
| 1988-89   | 3a Regional         | 3r         | ?      |                             |
| 1987-88   | 3a Regional         | 6è         | ?      |                             |
| 1986-87   | 3a Regional         | 6è         | ?      |                             |
| 1985-86   | 3a Regional         | 4t         | 33 PTS |                             |
| 1984-85   | 3a Regional         | 4t         | 44 PTS |                             |

Aquests són els resultats del Club Atlètic La Cabra B:
| Temporades | Divisió           | Posició | Pts    |
| ---------- | ----------------- | ------- | ------ |
| 1985-86    | C.P. d'Aficionats | 2n      | 27 PTS |

## Dades del camp del club
| Nom               | Dades del camp                      |
| ----------------- | ----------------------------------- |
| Codi              | 1002                                |
| Superfície de joc | Terra                               |
| Direcció          | ctra. B-522, km 2,900 (rotonda eix) |
| Província         | Barcelona                           |
| Localitat         | Gurb                                |
| Codi Postal       | 08503                               |
| Marcador          | No                                  |
| Graderia          | No                                  |
| WiFi              | No                                  |
| Cobertura         | No disponible                       |
| Desfibrilador     |                                     |
| Parking           | Sí                                  |